# 리티야

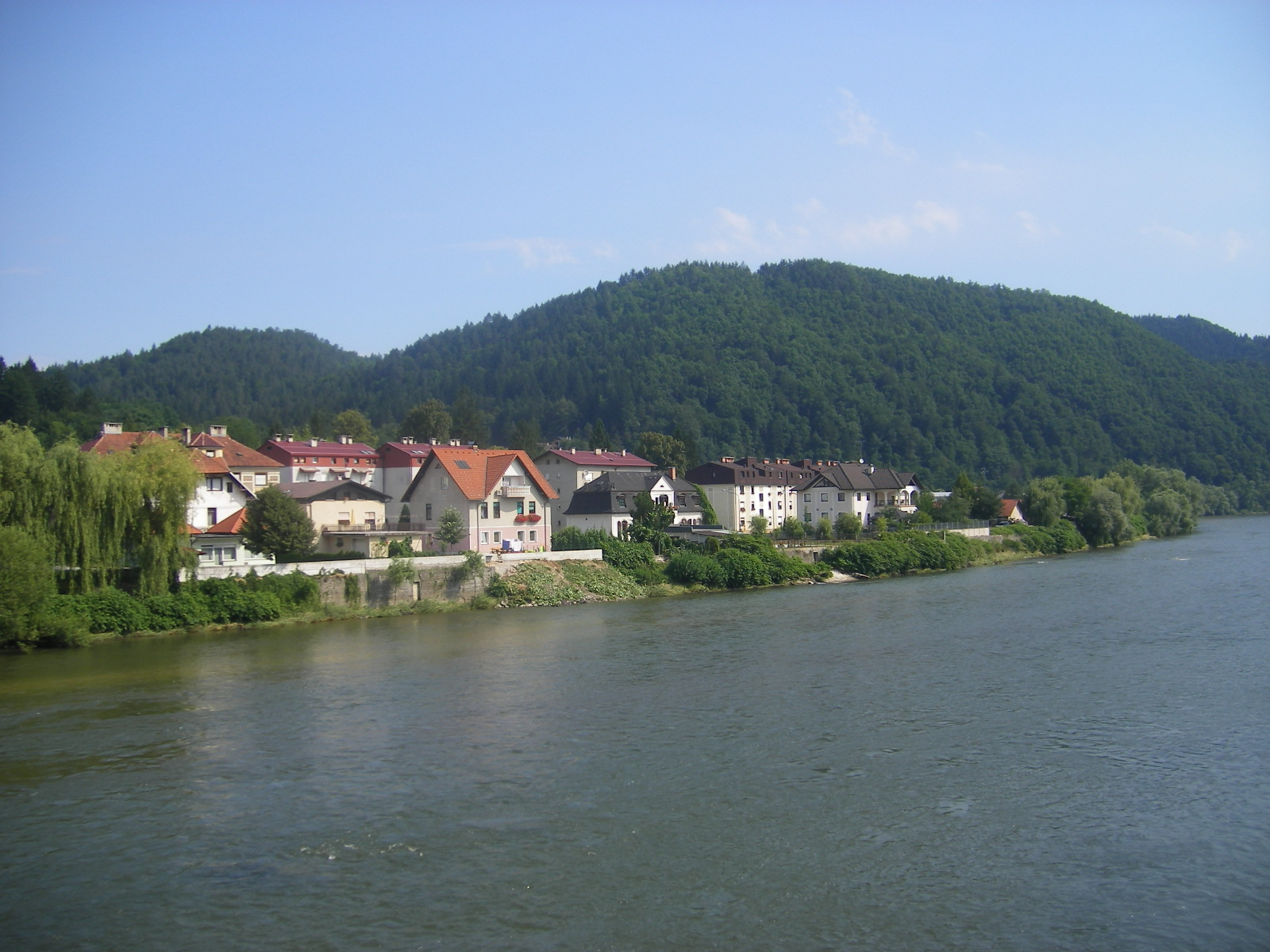
리티야

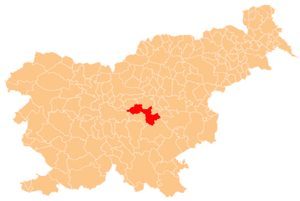
리티야의 위치

리티야(슬로베니아어: Litija, 독일어: Littai 리타이[*])는 슬로베니아의 도시로 면적은 221.4km2, 높이는 238m, 인구는 14,099명(2002년 기준), 인구 밀도는 63.7명/km2이다.